# UNI CEI EN 16247-1:2022
La norma UNI CEI EN 16247-1:2012, poi aggiornata nella UNI CEI EN 16247-1:2022 specifica i criteri relativi a "Diagnosi energetiche - Parte 1: Requisiti generali" definendo i requisiti, le metodologie comuni e i prodotti delle diagnosi energetiche. La norma si applica a tutte le forme di aziende ed organizzazioni, a tutte le forme di energia e di utilizzo della stessa, con l'esclusione delle singole unità immobiliari residenziali. Definisce i requisiti generali comuni a tutte le diagnosi energetiche: in particolare i requisiti per specifiche diagnosi energetiche relative a edifici, processi industriali e trasporti, completeranno i requisiti generali qui descritti attraverso successive parti della norma. Requisiti specifici per diagnosi settoriali sono invece forniti da parti separate della presente norma tecnica, dedicate rispettivamente agli edifici, ai processi e ai trasporti.